# 노동당 (노르웨이)
노동당(勞動黨, 노르웨이어: Arbeiderpartiet, A/Ap 아르베이데르파르티트[*] 은 노르웨이의 사회민주주의 정당이다. 노동당은 노르웨이 최대의 정당으로서, 적녹 연합 (Red-Green Coalition)의 일원으로 집권연정을 구성하였다가 2013년 우파당-진보당 연정에 정권을 잃었다. 이 정당의 지도자는 요나스 가르 스퇴레이다. 사회주의 인터내셔널에 가입해 다른 나라의 사회민주당들과 교류 협력하고 있다.

## 역사

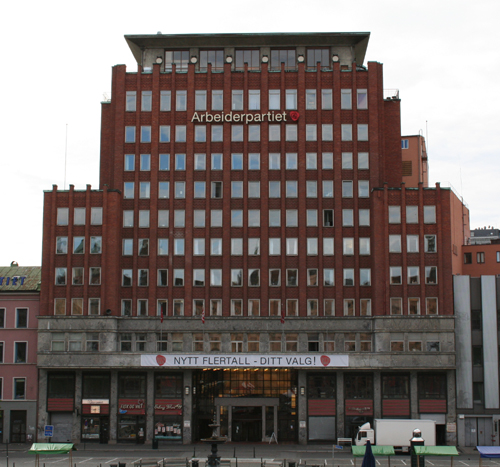
중앙당사

### 창당
노동당은 1887년 창당했으며, 1903년 처음으로 원내 진출에 성공했다. 1927년 노르웨이의 제 1당이 되었으며, 현재까지 1당의 위치를 고수하고 있다.
노동당은 1921년 코민테른 가입(1919년 결정)으로 분당사태를 경험하기도 했다. 코민테른 가입에 반대하던 세력은 노동당을 떠나 노르웨이 사회민주노동당(노르웨이어: Norges Socialdemokratiske Arbeiderparti)을 창당했다. 1923년 노동당이 코민테른 탈퇴를 결정하는데, 이번에는 탈퇴에 반대해 일부세력이 노르웨이 공산당(노르웨이어: Norges Kommunistiske Parti)을 창당한다. 1927년에 가서 노동당과 사회민주노동당은 재통합하게 된다.

### 복지국가 지향
1928년 첫 노동당 정부가 성립되었지만 2주 밖에 유지하지 못한다. 1930년대 초 노동당은 혁명노선을 포기하고 개혁주의자의 길로 들어선다. 1935년 재집권에 성공한 이후 1965년까지 정권을 유지한다.(나치점령으로 망명정부가 수립된 1940-45년은 예외) 2차 세계대전 이후 20년의 거의 대부분을 에이나르 게르하르센(Einar Gerhardsen)의 노동당 정부가 이끌면서, 전후 재건과 복지국가의 틀을 형성한다. 그 영향으로 게르하르센은 조국의 아버지(Landsfaderen)라 불리고 있다.
이후 1971-72년과 1973-81년, 1986-89년, 1990-97년, 2000-2001년 그리고 2005년부터 2013년까지 집권했다. 총 수십 년에 달하는 집권기간 동안 노동당은 노르웨이 복지국가 형성에 중요한 역할을 했다.

### 2011년 이후
2011년 노동당의 공식당명을 기존의 노르웨이 노동당(Det norske Arbeiderparti)에서 노동당(Arbeiderpartiet)으로 변경했다. 노동당은 기존의 공식 당명과 일상적으로 불리는 당명이 서로 달라 유권자들이 투표소에서 혼란을 초래될 수 있어 변경했다고 주장했다. 당명변경으로 일상적으로 불리는 정당명칭이 투표용지에 기재되어 혼란의 가능성이 사라졌다.
2011년 7월 22일 노동당 청년캠프가 열리고 있던 우퇴위아섬에서 극우주의자의 총기난사로 68명이 희생됐다.
2013년 보수당에 정권을 내주었다. 2017년 총선에서 정권 재창출을 노렸으나 막판에 보수당의 추격으로 무산되었다.

## 조직

### 당원 및 당내 조직

#### 조직
1997년 한국의 민주노총 인천본부같은 지역 노동조합 총연맹(노총)의 집단적 정당가입제도가 없어지면서 당원이 감소해, 현재 노동당에는 4만 9천5백여명의 당원이 가입되어 있다. 정당의 지역조직은 19주와 434개 기초자치단체에 정당조직이 있고, 2500여개의 지구협회가 활동하고 있다.

#### 의결기구
당의 최고 의결기구는 당대회로 2년마다 개최된다. 당대회는 당대표와 부대표, 사무총장으로 구성되는 지도부를 선출한다. 이들은 당대회에서 선출되는 다른 16명과 더불어 집행위원회를 구성한다. 당대회가 열리지 않는 기간의 당의 최고 의결기구는 대의원회의로 집행위원회와 19개 주를 대표하는 각 2인의 대표들로 구성된다.

#### 청년조직
노동당의 청년조직으로 노동자 청년동맹(AUF)이 있다.

### 노동조합과의 관계
노동운동과 노동은 같은 뿌리에서 출발한 만큼 서로 밀접하게 협력하고 있다. 하지만 양 조직의 의사 결정 구조는 완전히 독립적이다. 노총과 노동당의 협력은 매주 열리는 두 조직의 대표자 모임을 통해 이루어진다.

### 국제 정당 조직
노동당은 사민주의 정당의 국제조직인 사회주의 인터내셔널에 참가하고 있다. 그리고 주로 유럽 연합 회원국 사민당이 참여하고 있는 유럽 사회당에도 참여하고 있다. 그외 북유럽 사민당의 협력체인 북유럽 노동운동 공동위원회(the Joint Committee of the Nordic Labour Movement, SAMAK)에서도 활동을 하고 있다.

## 선거 및 정권참여

### 선거
노동당은 1887년 당을 공식 창당하기 이전이 1884년 노르웨이 의회 선거에 참여했다. 첫 선거에서는 0.3%에 그쳤으나, 1903년 12.1 % 득표해 첫 원내 진출에 성공한다. 이후 꾸준히 성장해 1909년 선거에서는 20%를 돌파하고, 1915년 선거에서는 30% 돌파에 성공한다. 1920년대에는 당의 코민테른 가입문제로 분당사태를 경의면서 다시 20 % 전후로 추락한다. 코민테른 가입문제가 해결되고, 당이 재통합하면서 1927년 선거에서는 36.8 %로 높은 득표율을 회복하면서 제1당이 된다. 1928년에는 짧은 기간이지만 정부를 구성하기도 한다. 1933년 선거에서는 40 %를 돌파하고, 1935년 집권하면서 노르웨이 의회에서 노동당 우위의 시대를 연다.
2차대전이 끝난후 노동당은 40 % 이상의 득표율을 보이면서 정권을 유지한다. 1957년에는 48.7 % 역사상 최고 득표율을 기록하기도 한다. 60년대 말에는 우파에게 정권을 넘겨주기도 한다. 1973년 선거에서는 유럽공동체가입문제로 10% 가량의 지지를 상실해 30 % 대 득표에 그치기도 한다. 당시 유럽공동체 가입에 반대하는 국민다수의 여론과 달린 가입 찬성입장을 취하다가 선거 참패로 이어졌다. 이후 선거에서 두 차례 40 % 정도 득표를 하기도 하지만 거의 대부분 30% 중반대의 득표율을 기록한다.
2001년에는 투표의 급진화 현상이 심화되면서, 노동당은 25.4 %로 코민테른 문제로 분당되었던 20년대 이래 최저 득표를 기록한다. 노동당의 참패는 우파정당인 진보당과 노동당보다 좌파 정당인 사회 노동당의 성장으로 이어졌다.
2005년 선거에서는 노동당은 석유기금 사용문제를 제기해 적녹연정 구성 정당들과 함께 승리해 집권에 성공한다. 당시 우파 정부는 석유기금을 미래세대를 위해 투자해야 한다며, 새로운 석유기름에 석유수입금을 투자하고 있었으나, 노동당은 교육과 보건, 복지분야에 당장 투입되어야 한다는 주장을 펼쳐 국민의 지지를 이끌어 냈다.
2009년 선거에서 적녹연정 파트너인 사회좌파당이 4석이 줄어 들었지만, 노동당이 3석을 만회하면서 집권을 이어갔다. 그러나 2013년 정권을 도로 상실했다.
노동당의 역대 선거 득표율과 의석은 아래와 같다.
| 연도   | 득표      | 득표  | 득표   | 의석 수  | 의석 수 | 집권 여부 | 순위 | 비고 |
| 연도   | #         | %     | ± pp   | #        | ±       | 집권 여부 | 순위 | 비고 |
| ------ | --------- | ----- | ------ | -------- | ------- | --------- | ---- | ---- |
| 1906년 | 43,134    | 15.9% | + 6.2  | 10 / 123 | 5       | 야당      | 3위  |      |
| 1909년 | 91,268    | 21.5% | + 5.6  | 11 / 123 | 1       | 야당      | 4위  |      |
| 1912년 | 128,455   | 26.2% | + 4.7  | 23 / 123 | 12      | 야당      | 2위  |      |
| 1915년 | 198,111   | 32.0% | + 5.8  | 19 / 123 | 4       | 야당      | 3위  |      |
| 1918년 | 209,560   | 31.6% | - 0.4  | 18 / 123 | 1       | 야당      | 3위  |      |
| 1921년 | 192,616   | 21.3% | - 10.3 | 29 / 150 | 11      | 야당      | 3위  |      |
| 1924년 | 179,567   | 18.4% | - 2.9  | 24 / 150 | 5       | 야당      | 3위  |      |
| 1927년 | 368,106   | 36.8% | + 18.4 | 59 / 150 | 35      | 야당      | 1위  |      |
| 1930년 | 374,854   | 31.4% | - 5.4  | 47 / 150 | 12      | 야당      | 1위  |      |
| 1933년 | 500,526   | 40.1% | + 8.7  | 69 / 150 | 22      | 야당      | 1위  |      |
| 1936년 | 618,616   | 42.5% | + 2.4  | 70 / 150 | 1       | 여당      | 1위  |      |
| 1945년 | 609,348   | 41.0% | - 1.5  | 76 / 150 | 6       | 여당      | 1위  |      |
| 1949년 | 803,471   | 45.7% | + 4.7  | 85 / 150 | 9       | 여당      | 1위  |      |
| 1953년 | 830,448   | 46.7% | + 1.0  | 77 / 150 | 8       | 여당      | 1위  |      |
| 1957년 | 865,675   | 48.3% | + 1.6  | 78 / 150 | 1       | 여당      | 1위  |      |
| 1961년 | 860,526   | 46.8% | - 1.5  | 74 / 150 | 4       | 여당      | 1위  |      |
| 1965년 | 883,320   | 43.1% | - 3.7  | 68 / 150 | 6       | 야당      | 1위  |      |
| 1969년 | 1,004,348 | 46.5% | + 3.4  | 74 / 150 | 6       | 야당      | 1위  |      |
| 1973년 | 759,499   | 35.3% | - 1.2  | 62 / 155 | 12      | 여당      | 1위  |      |
| 1977년 | 972,434   | 42.3% | + 7.0  | 76 / 155 | 14      | 여당      | 1위  |      |
| 1981년 | 914,749   | 37.1% | - 5.2  | 65 / 155 | 11      | 야당      | 1위  |      |
| 1985년 | 1,061,712 | 40.8% | + 3.7  | 71 / 157 | 6       | 야당      | 1위  |      |
| 1989년 | 907,393   | 34.3% | - 6.5  | 63 / 165 | 8       | 야당      | 1위  |      |
| 1993년 | 908,724   | 36.9% | + 2.6  | 67 / 165 | 4       | 여당      | 1위  |      |
| 1997년 | 904,362   | 35.0% | - 1.9  | 65 / 165 | 2       | 야당      | 1위  |      |
| 2001년 | 612,632   | 24.3% | - 10.7 | 43 / 165 | 22      | 야당      | 1위  |      |
| 2005년 | 862,456   | 32.7% | + 8.4  | 61 / 169 | 18      | 여당      | 1위  |      |
| 2009년 | 949,060   | 35.4% | + 2.7  | 64 / 169 | 3       | 여당      | 1위  |      |
| 2013년 | 874,769   | 30.8% | - 4.6  | 55 / 169 | 9       | 야당      | 1위  |      |
| 2017년 | 800,825   | 27.4% | - 3.4  | 49 / 169 | 6       | 야당      | 1위  |      |

### 정권 참여

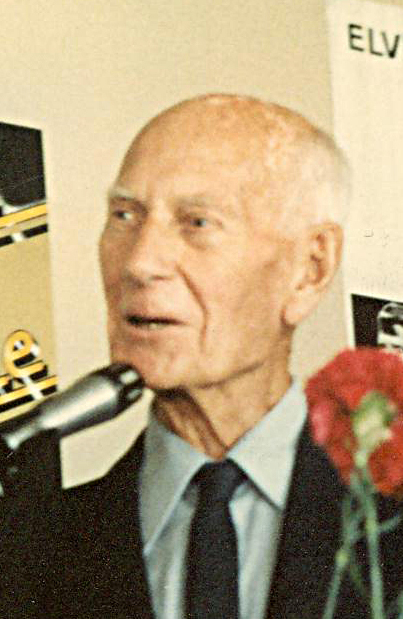
전후 17년간 총리를 역임한 게르하르센. 전후 노르웨이 재건에 중요한 역할을 한 인물이다.

노동당은 1945년에서 60년대 초까지 단독 과반수 확보로 정부를 구성했다. 60년대부터 노동당은 집권시 소수파 정부를 수립해 집권했다. 2005년부터는 노동당이 소수파 단독정부를 수립하지 않고, 좌파적당인 사회 좌파당, 농민정당인 중앙당과 연합해 적녹(또는 적적녹)연정을 구성하고 있다.
노동당 출신 역대 총리는 아래와 같다.
- 크리스토페르 호른스루드(Christopher Hornsrud) (1928, 26. Januar bis 15. Februar)
- 요한 뉘고르스볼(Johan Nygaardsvold) (1935–1940)
- 에이나르 게르하르센(Einar Gerhardsen) (1945–1951)
- 오스카르 토르프(Oscar Torp) (1951–1955)
- 에이나르 게르하르센(Einar Gerhardsen) (1955–1965)
- 트뤼그베 브라텔리(Trygve Bratteli) (1971–1972)
- 트뤼그베 브라텔리(Trygve Bratteli) (1973–1976)
- 오바르 노를리(Odvar Nordli) (1976–1981)
- 그로 할렘 브룬틀란(Gro Harlem Brundtland) (1981년 2월 4일-10월 14일)
- 그로 할렘 브룬틀란(Gro Harlem Brundtland) (1986–1989)
- 그로 할렘 브룬틀란(Gro Harlem Brundtland) (1990–1996)
- 토르비에른 야글란(Thorbjørn Jagland) (1996–1997)
- 옌스 스톨텐베르그(Jens Stoltenberg) (2000–2001)
- 옌스 스톨텐베르그(Jens Stoltenberg) (2005–2013)

## 같이 보기
- 스웨덴 사회민주노동당
- 노르딕 모델
- 복지 국가
- 정의당 (대한민국)
- 노동당 (대한민국)